# عرقسوس

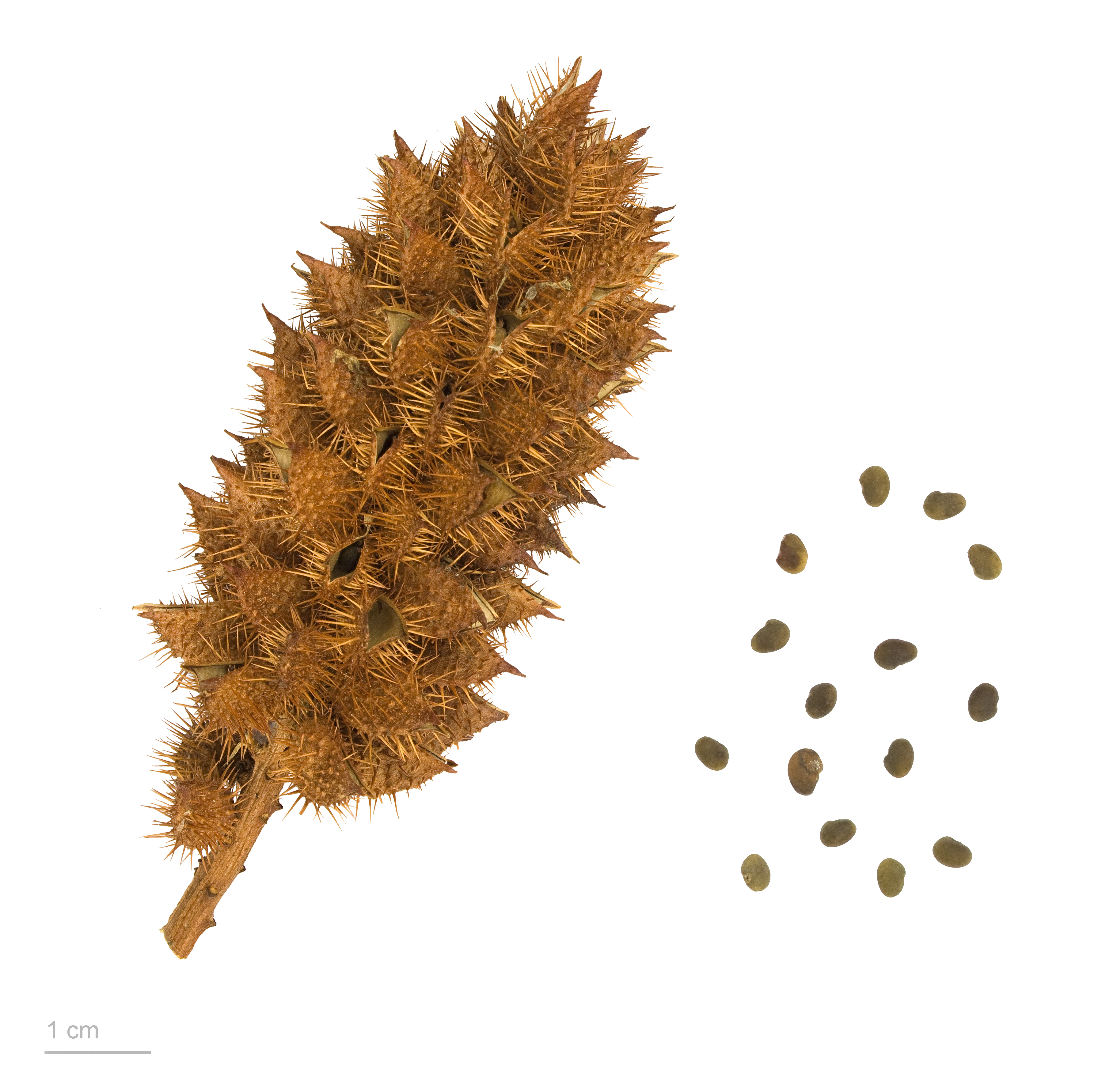
عرقسوس

العرقسوس أو نبات السوس أو السوس المخزني أو عرقسوس مخزني أو السوس
```
نبات
 
عشبي
 
معمر
 ينبت في كثير من بقاع العالم مثل 
سوريا
 
ومصر
 
وآسيا الصغرى
 وأواسط 
آسيا
 
وأوروبا
.
```

تستخرج من جذور النبات مادة العرقسوس، وهي أكثر حلاوة من السكر العادي ويمكن مضغها أو تؤكل حلويات.  ولجذور العرقسوس اثنا عشر نوعًا مختلفٌ في الطعم. ويضاف العرقسوس إلى البيرة والمشروبات الكحولية ليعطيها رغوة، ويضاف إلى عصير الكوكاكولا والبيبسي كولا. ويمكن مضغ مسحوق العرقسوس مع بذور اليانسون للكحة أو شربه شايًا.

## الوصف و التصنيف
عرق السوس نبات عشبي معمر، يصل ارتفاعه إلى متر واحد ، و يتميز بأوراق ريشية يبلغ طولها حوالي 7-15 سم. يبلغ طول الأزهار 8-12 مم (5⁄16-1⁄2 بوصة)، وهي غالبا أرجوانية أو زرقاء مبيضة باهتة، و تنتج في نورة فضفاضة. الثمرة عبارة عن جراب مستطيل الشكل، طوله 20-30 مم (3⁄4-1+1⁄8 بوصة)، و يحتوي على عدة بذور. الجذور هي نباتات رئدية.
يتكون جنس العرقسوس من حوالي 30 نوعًا، مثل G. glabra، وG. uralensis، وG. inflata، وG. aspera، وG. korshinskyi، أو G. eurycarpa. مثل النباتات الأخرى من الفصيلة البقولية، فإن هذه العشبة قادرة على تثبيت النيتروجين، بسبب التعايش مع بكتيريا جنس Rhizobium، على مستوى الجذر، وهي مناسبة للتربة الرملية والطينية، على الرغم من تفضيلها للتربة الرطبة. منذ العصر المصري، تم توثيق خصائصها العلاجية جيدًا (Fiore et al.، 2005). الجذور هي الأجزاء الأكثر استخدامًا بينما تعتبر الأوراق نفايات كيميائية زراعية. ومع ذلك، في السنوات الأخيرة، درس مؤلفون مختلفون التركيب الكيميائي النباتي لأوراقها، مما يدل على أن بعض المركبات الموجودة في الجذور يتم تحديدها أيضًا في الأوراق، وإن كانت بكميات أصغر.

## التسمية و الأصل
يُعد عرق السوس الذي ينتمي إلى عائلة البقوليات أحد أكثر النباتات الطبية شيوعًا. و تستخدم مكوناته بشكل شائع كعلف و طعام. يُشتق جنس عرق السوس من الكلمتين اليونانيتين glykos (حلو) وrhiza (جذر). و يُطلق عليه أيضًا الخشب الحلو وLiquiritiae radix (باللغة الإنجليزية)؛ وsüssholz وlakritzenwurzel (باللغة الألمانية)؛ وreglisse وbios doux (باللغة الفرنسية)؛ وshirin bayan وmak (باللغة الفارسية)؛ وliquirizia وregaliz (باللغتين الإيطالية والإسبانية على التوالي). هذا النوع موطنه الأصلي مناطق البحر الأبيض المتوسط، و لكنه موجود حاليا أيضًا في الهند و روسيا و الصين. تُستخدم المستخلصات حاليًا في الصناعات الدوائية و الغذائية، و كذلك في تصنيع الأطعمة الوظيفية و المكملات الغذائية.

## لمحة تاريخية
يعود استخدام عرق السوس إلى ما قبل الإمبراطوريتين اليونانية والرومانية، وله تاريخ طويل في الطب التقليدي والعلاجات الشعبية. في الواقع، ترتبط المناطق الجغرافية والفترات المختلفة باستخدامات مختلفة (Armanini وFiore وMattarello وBielenberg وPalermo، 2002). يمكن إرجاع الوثائق الأولى إلى الثقافات الآشورية والمصرية والصينية والهندية القديمة. كتب ثيوفراستوس وبيدانيوس ديوسكوريدس عن عرق السوس كنبات طبي ووصفا آثاره العلاجية 

## المزايا الغذائية
```
من الناحية الغذائية، يعد عرق السوس مصدرًا للبروتينات والأحماض الأمينية والسكريات المتعددة والسكريات البسيطة والأملاح المعدنية مثل الكالسيوم والفوسفور والصوديوم والبوتاسيوم والحديد والمغنيسيوم والسيليكون والسيلينيوم والمنغنيز والزنك والنحاس والبكتينات والراتنجات والنشويات والستيرولات والصمغ (Q. Wang et al.، 2015). تم الإبلاغ عن توفر النبات على هرمون الاستروجين والعفص والفيتوستيرول (سيتوستيرول وستيغماستيرول) و الكومارين و الفيتامينات (ب 1 وب 2 وب 3 وب 5 و هـ وج) والجليكوسيدات أيضا.
[
11
]
```

## المركبات الكيميائية

Much of the sweetness in liquorice comes from glycyrrhizin.

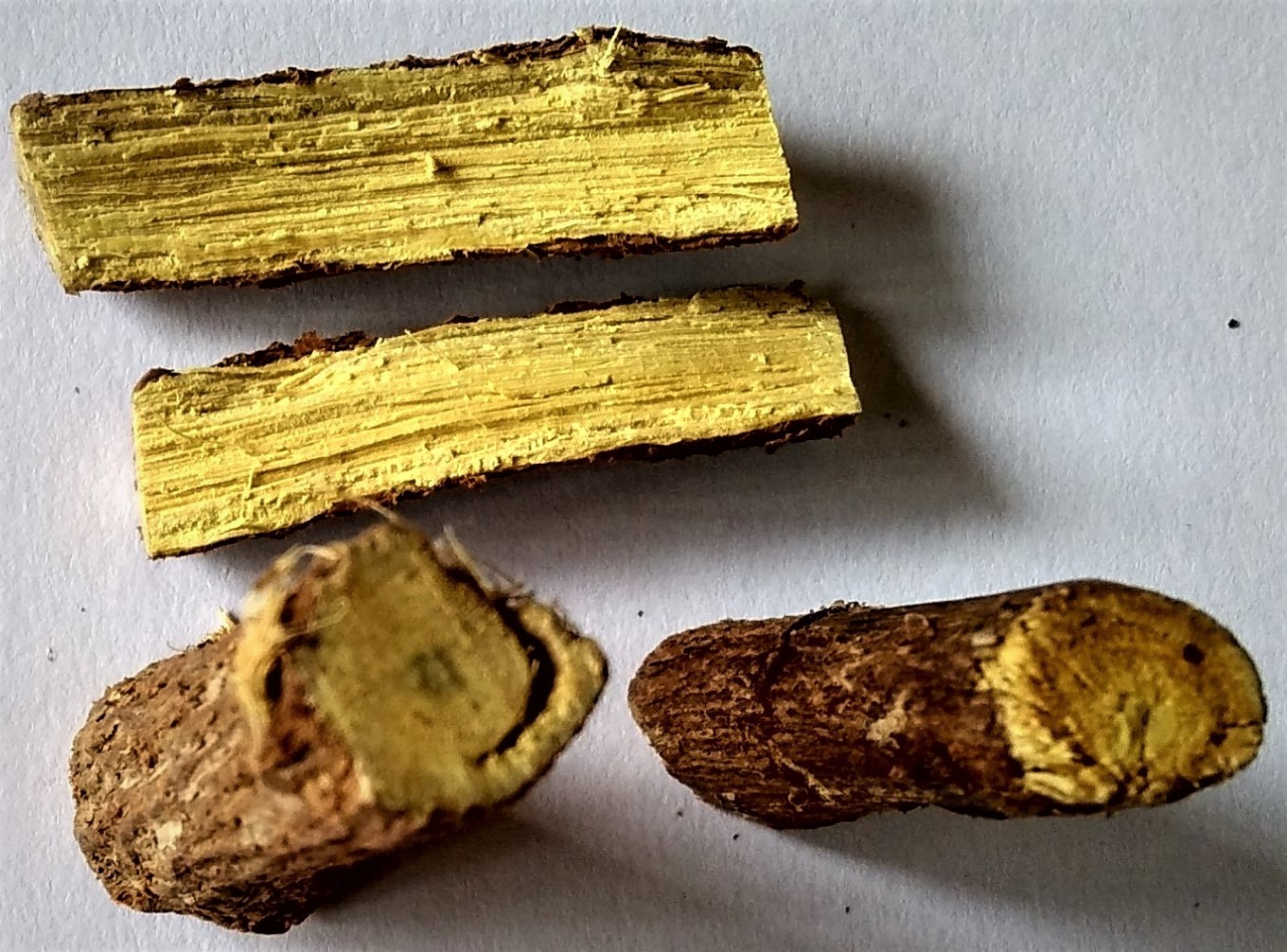
Sections of liquorice root

يحتوي جذر عرق السوس على التربينويدات و البوليفينولات و السكريات المتعددة. الفلافونويدات مسؤولة عن اللون الأصفر للجذر. الجليكوسيد الرئيسي أو الجليسرهيزين موجود بنسبة تتراوح من 7% إلى 10%، و ذلك اعتمادًا على ممارسات الزراعة. الأيزوفلافين جلابرين والأيزوفلافين جلابريدين، الموجودان في جذور عرق السوس، هما فيتويستروجين.
```
تأتي 
رائحة 
 جذر عرق السوس من مزيج معقد ومتغير من المركبات، حيث يمثل الأنيثول حوالي 3٪ من إجمالي المواد المتطايرة.  يأتي الكثير 
من الحلاوة
 في عرق السوس من الجلسرهيزين، الذي يحتوي على 30-50 ضعف حلاوة السكر.  تختلف تلك الحلاوة عن السكر تماما، حيث لا تكون فورية و لها 
طعم
 لاذع قليلا و تدوم لفترة أطول.
```

## الزراعة و الاستخدامات
ينمو عرق السوس بشكل أفضل في التربة الجيدة التصريف في الوديان العميقة تحت أشعة الشمس الكاملة. يتم حصاده في الخريف بعد عامين إلى ثلاثة أعوام من الزراعة. تشمل الدول المنتجة لعرق السوس تركيا واليونان و إيران و العراق.

### التبغ
يستخدم عرق السوس كعامل نكهة للتبغ، لتعزيز النكهة وعوامل الترطيب في تصنيع السجائر الممزوجة الأمريكية، و السعوط الرطب، و تبغ المضغ، وتبغ الغليون. يوفر عرق السوس لمنتجات التبغ حلاوة طبيعية و نكهة  مميزة تمتزج بسهولة مع مكونات النكهة الطبيعية والمقلدة المستخدمة في الصناعة. يمكن أيضًا إضافة عرق السوس إلى ورق لف السجائر. اعتبارًا من عام 2009، حظرت إدارة الغذاء والدواء الأمريكية استخدام أي "نكهات مميزة" بخلاف المنثول من السجائر، و لكن ليس منتجات التبغ المصنعة الأخرى.

### الأطعمة والحلويات

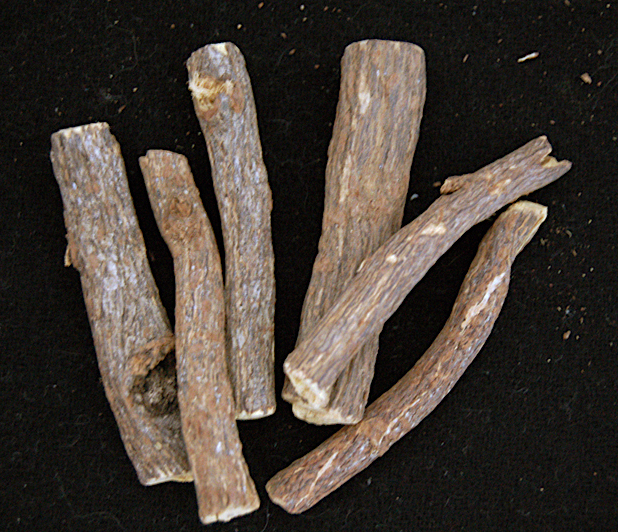
Dried sticks of liquorice root

توجد نكهة  عرق السوس في مجموعة متنوعة من الحلويات أو السكاكر. وفي معظم هذه الحلويات، يتم تعزيز الطعم بزيت اليانسون، و بالتالي يكون المحتوى الفعلي من عرق السوس منخفضًا.
في هولندا، تعد حلوى  عرق السوس ((drop)) حلوى شائعة تُباع بأشكال عديدة. ومن الشائع خلطها بالنعناع أو المنثول أو اليانسون أو الغار. كما يتم خلطها أيضًا مع كلوريد الأمونيوم ؛ يُعرف عرق السوس السالمياك في هولندا بإسم زوت دروب أو عرق السوس المالح . كما يتم استهلاك الحلويات القوية والمالحة في دول الشمال الأوروبي حيث تُباع الكحوليات بنكهة عرق السوس، و خاصة في  الدنمارك وفنلندا.
تعتبر أعواد جذر عرق السوس المجففة من الحلويات التقليدية في هولندا.

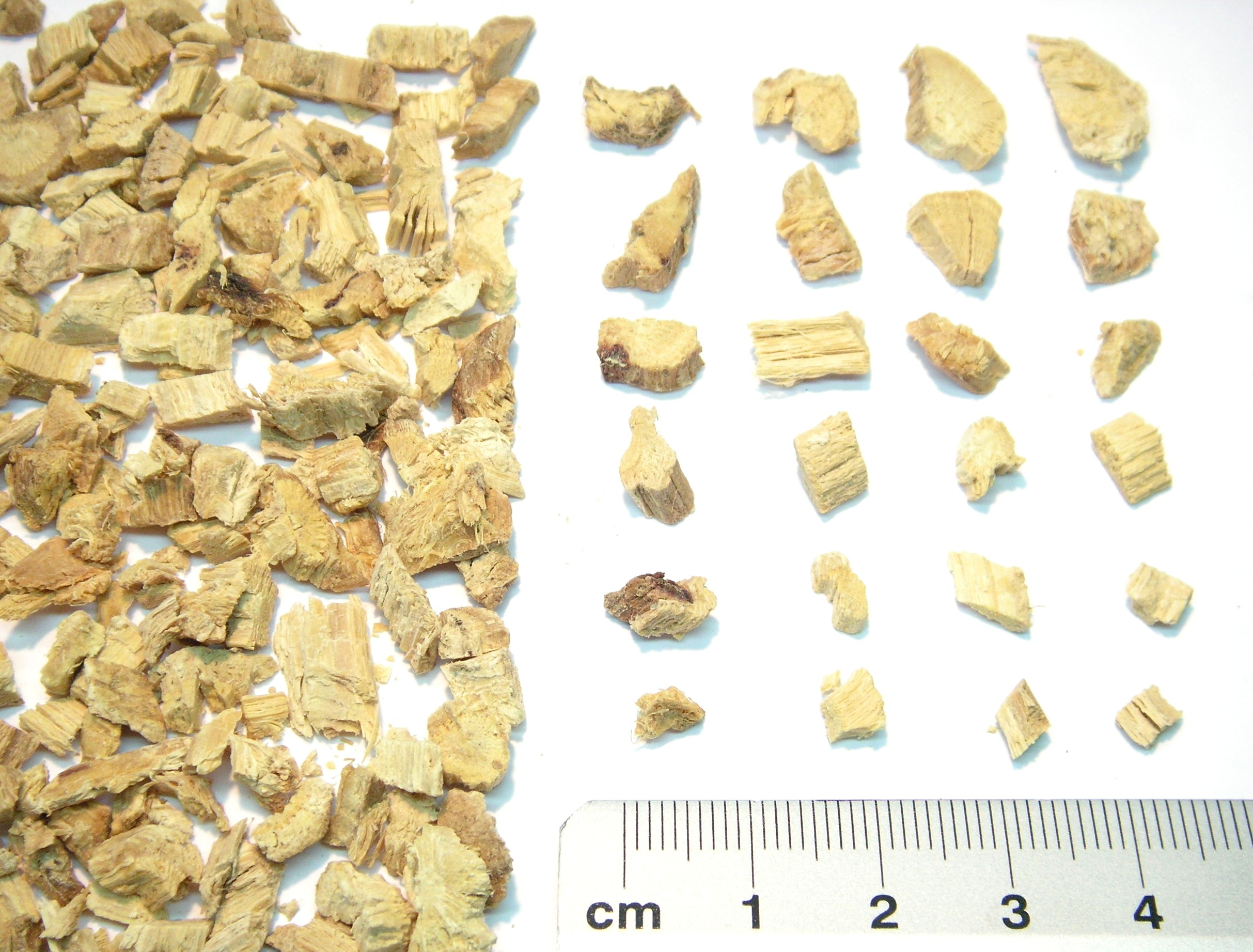
Liquorice root chips

في بريطانيا  أيضا كانت تُباع ببساطة كأعواد من خشب الزوثوت لمضغها كحلوى. بونتفراكت في يوركشاير بإنجلترا هي المكان الذي بدأ فيه استخدام عرق السوس المخلوط بالسكر كحلوى بالطريقة المعاصرة لأول مرة. في كمبريا ومقاطعة دورهام ويوركشاير ولانكشاير، تُعرف بالعامية بإسم "الإسبانية"، و يرجع ذلك إلى أن الرهبان الإسبان زرعوا جذر عرق السوس في دير ريفو بالقرب من ثيرسك.

في إيطاليا و إسبانيا وفرنسا، يستخدم عرق السوس في شكله الطبيعي. حيث بعد حصاد جذر النبات ببساطة و غسله و تجفيفه و مضغه كمعطر للفم. في جميع أنحاء إيطاليا يتم استهلاك عرق السوس غير المحلى على شكل قطع سوداء صغيرة مصنوعة فقط من مستخلص عرق السوس النقي بنسبة 100٪. في كالابريا، يتم صنع مشروب كحولي من مستخلص عرق السوس النقي و في ريجيو إميليا يتم صنع مشروب غازي يسمى أكوا دورشيو. في بعض أجزاء من العالم العربي، بما في ذلك سوريا و مصر و فلسطين، يتم استهلاكه كمشروب بارد، و خاصة في رمضان.
في جنوب شرق تركيا، خاصة في ديار بكر، يتم تقليديا تحويل جذر عرق السوس إلى مشروب بارد يتم استهلاكه عادة في الصيف.

### البحث العلمي
لا تزال خصائص عرق السوس قيد البحث  الأولي، مثل استخدامها لعلاج التهاب الكبد الوبائي سي أو العلاج الموضعي لمرض الصدفية، و لكن الجودة المنخفضة للدراسات حتى عام 2017 تمنع التوصل إلى استنتاجات قوية حول الفعالية والسلامة.

## الآثار السلبية

### مستويات الاستهلاك
تعتبر إدارة الغذاء والدواء الأمريكية أن الأطعمة التي تحتوي على عرق السوس ومشتقاته معترف بها عمومًا على أنها آمنة للاستخدام كمكون غذائي، إذا لم يتم استهلاكها بشكل مفرط. اقترحت ولايات قضائية أخرى ما لا يزيد عن 100-200 مجم (1.5-3.1 حبة) من عرق السوس يوميًا، وهو ما يعادل حوالي 70-150 جم . إلا أن عرق السوس يمكن أن يسبب آثارًا جانبية خطيرة إذا تم استهلاكه بكميات كبيرة . تشير إحدى التقديرات إلى أن الشخص السليم  الطبيعي يمكنه استهلاك 10 مجم من حمض عرق السوس يوميًا.
رغم ءلك، و نظرًا لأن تركيبة  مستخلصات عرق السوس في المنتجات المختلفة قد توجد في نطاق واسع، فلا توجد معلومات علمية كافية لتحديد ما إذا كان مستوى معين من تناوله آمنًا أم غير آمن.

### التأثيرات الفسيولوجية
إن تأثيرات الإفراط في تناول عرق السوس على خفض مستويات البوتاسيوم في الدم و زيادة ضغط الدم تشكل مصدر قلق خاص للأشخاص الذين يعانون سابقا من ارتفاع ضغط الدم أو أمراض القلب أو الكلى.
و يبدو أن بعض الآثار السلبية لاستهلاك عرق السوس بكميات تتراوح من 50 إلى 200 جرام يوميًا على مدى أربعة أسابيع ناجمة عن حمض الجلسرهيزيك الذي يسبب ارتفاع ضغط الدم. إضافة إلى ذلك ، قد ارتبط تناول كميات كبيرة من عرق السوس أثناء الحمل بالولادة المبكرة و مشاكل صحية لدى الجنين.
يمكن أن يحدث متلازمة فرط الكورتيكوستيرويد المعدني عندما يحتفظ الجسم بالصوديوم و يفقد البوتاسيوم، مما يغير التنظيم الكيميائي الحيوي و الهرموني. قد تشمل بعض هذه الأنشطة ارتفاع مستويات الألدوستيرون، وانخفاض نظام الرينين أنجيوتنسين، و زيادة مستويات هرمون الأذين المدر للبول من أجل تعويض الاختلافات في التوازن الداخلي.
قد تشمل الآثار السلبية الأخرى اختلال توازن الكهارل، و الوذمة، و ارتفاع ضغط الدم، و زيادة الوزن، و مشاكل القلب، و الضعف. تعتمد الأعراض على شدة السمية. تشمل بعض الشكاوى الأخرى التعب و ضيق التنفس و فشل الكلى والشلل.

## معرض صور

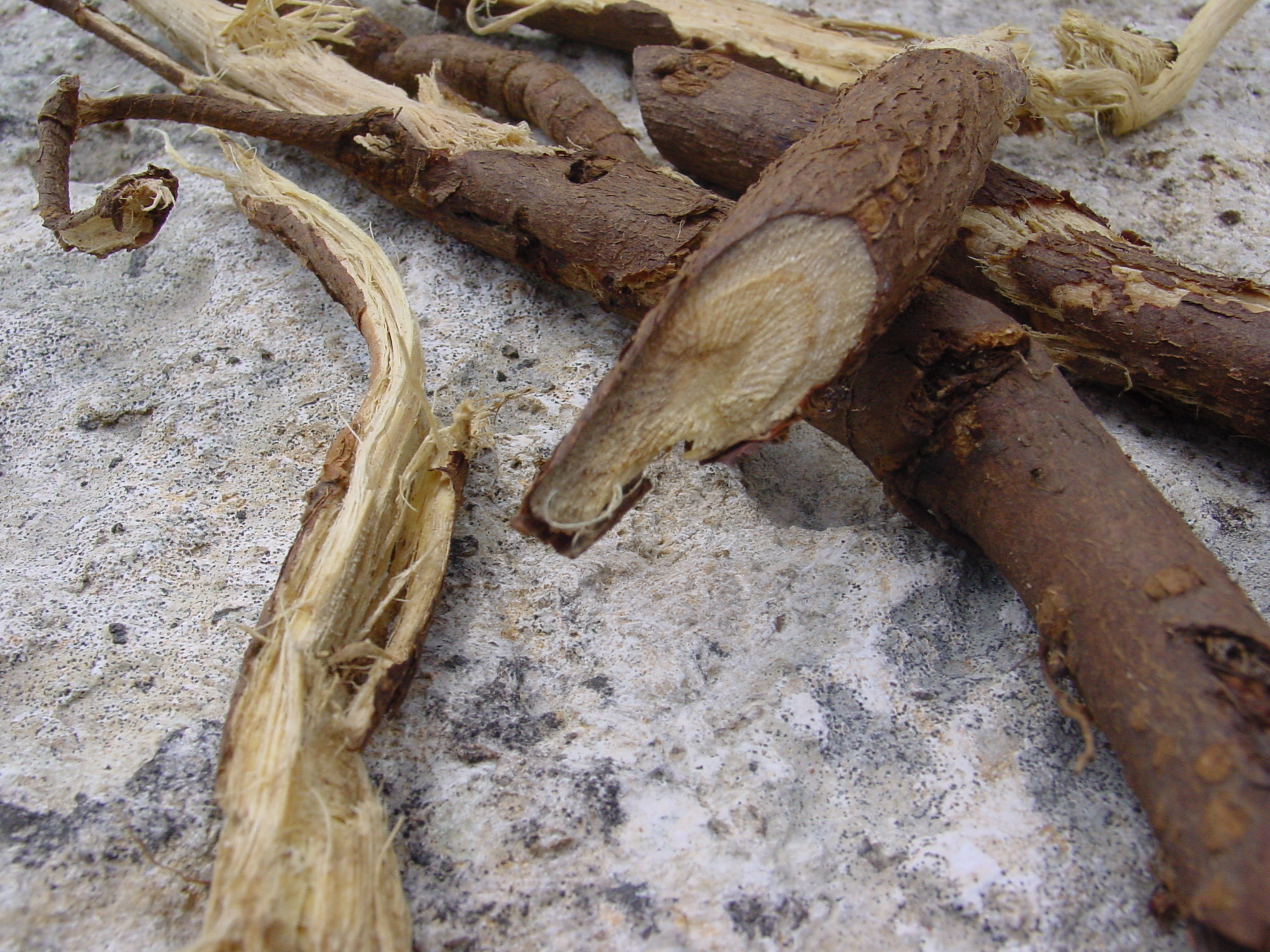
جذور عرق السوس مع اللحاء
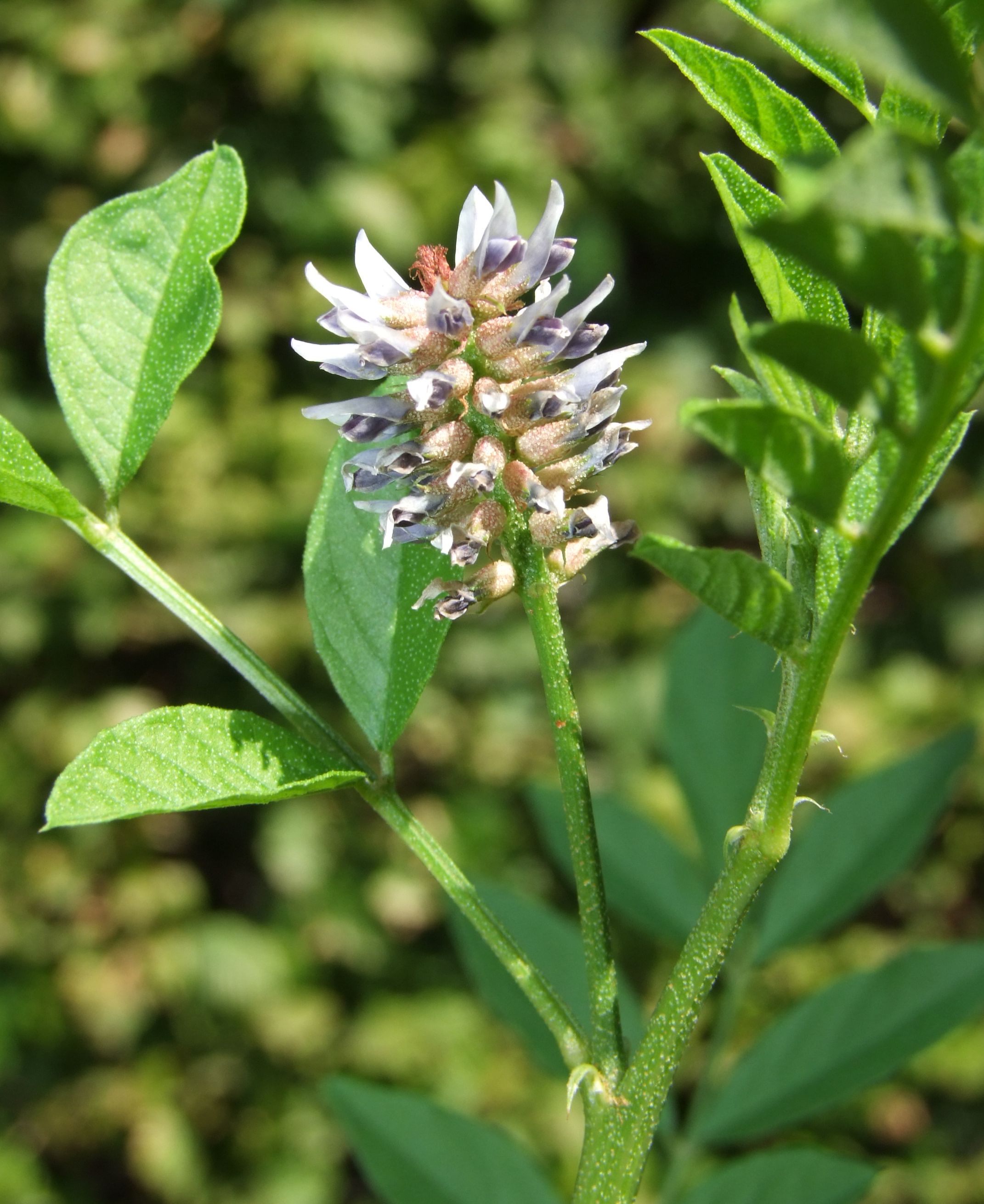
أزهار G. glabra
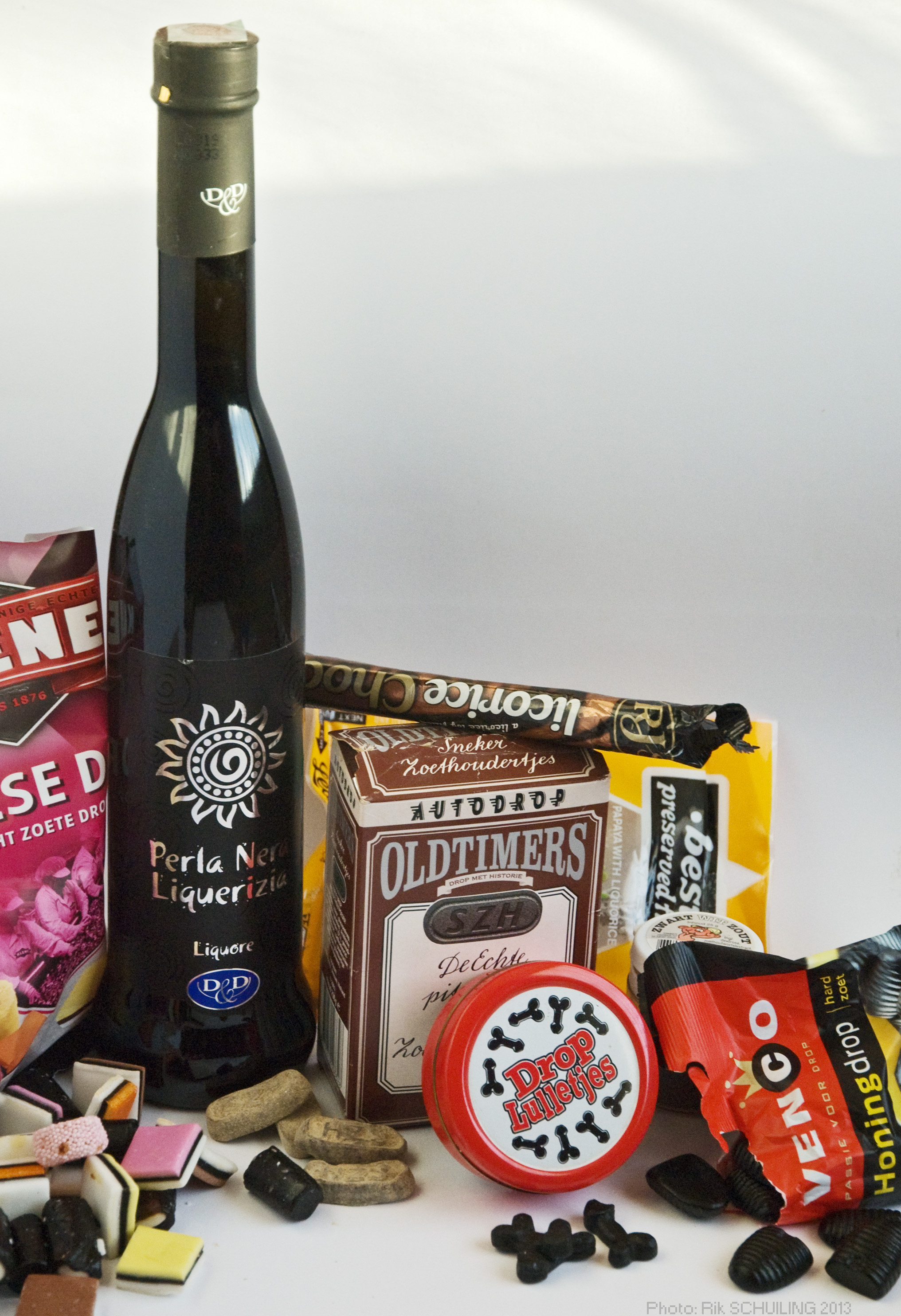
منتجات العرقسوس المختلفة
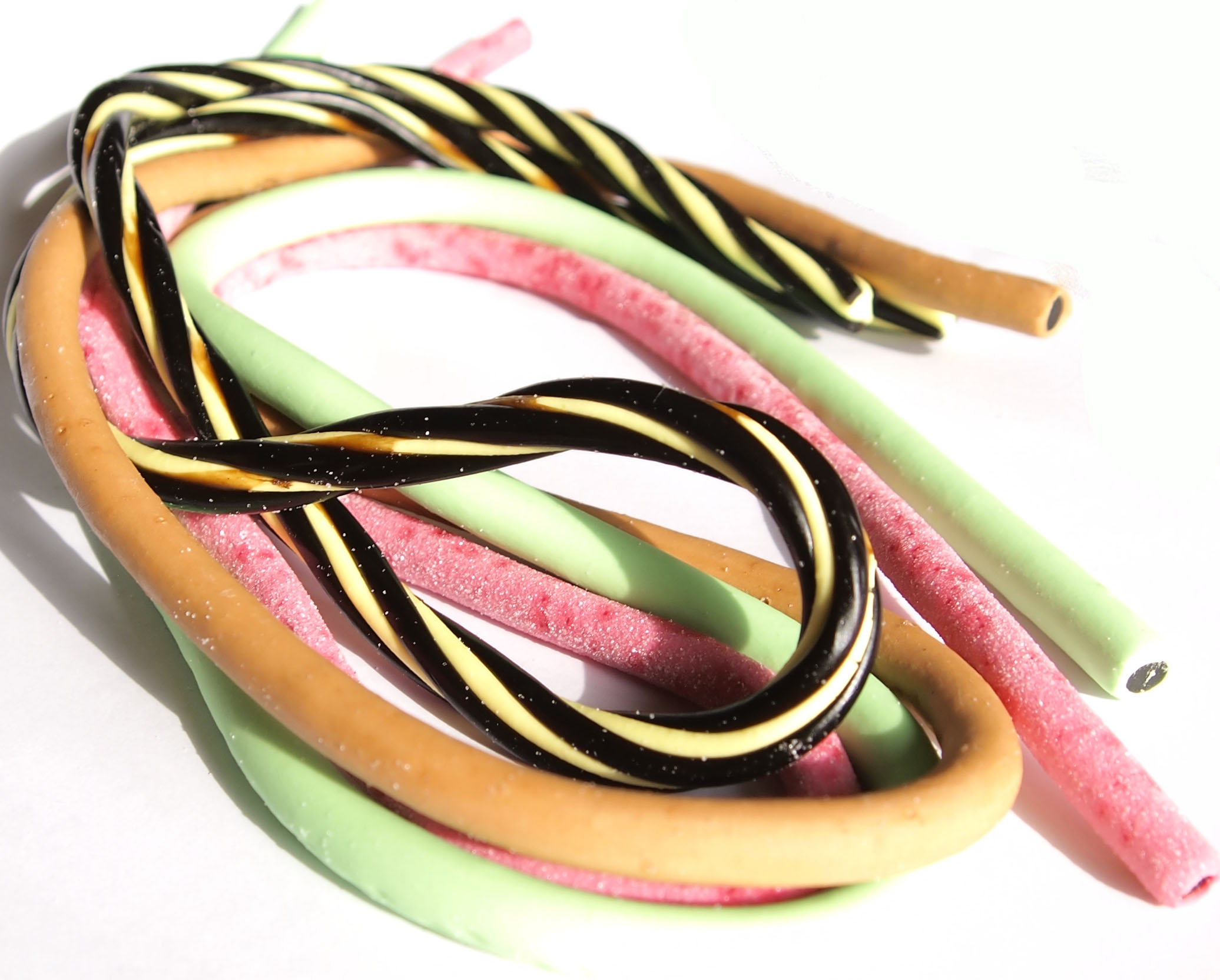
عصي عرقسوس بنكهة مختلفة
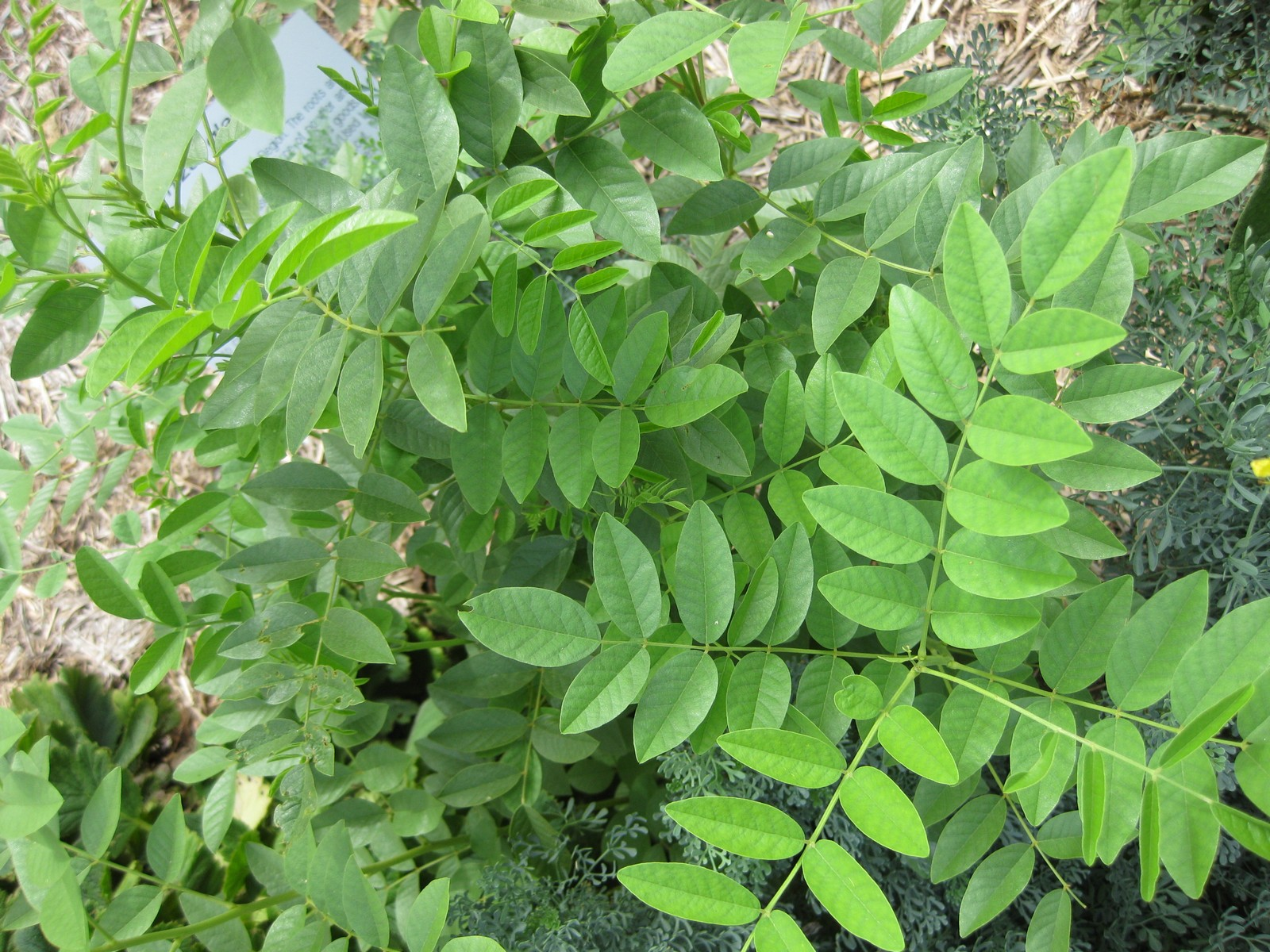
أوراق النبات
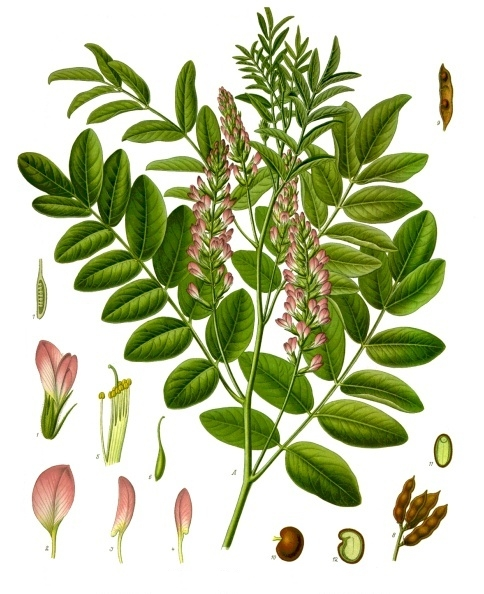
G. glabra من النباتات الطبية لـ Koehler